# Frederik Christian Eilschov
Frederik Christian Eilschov, född 13 februari 1725, död 15 oktober 1750, var en dansk filosof.
Efter att ha avlagt magistergraden 1746 arbetade Eilschov i skrifter och genom offentliga föreläsningar med iver på att utbreda kunskapen om filosofin, närmast i anslutning till Christian von Wolff. Han försökte även väcka förståelsen för den praktiska filosofins betydelse, bland annat genom att skapa nya danska begrepp för filosofiska termer istället för de tidigare brukade lånorden. Bland hans verk märks Philosophiske Breve over adskillige nyttige och vigtige Ting (1748) och Forsøg til en Fruentimmer-Philosophie (1749).